# Змеиная рубашка
«Змеиная рубашка» (груз. გველის პერანგი) — первый роман грузинского писателя Григола Робакидзе, опубликованный в 1925-1926 гг. в тбилисском журнале «Мнатоби» («Светоч»).

## Персонажи
- Арчибальд Мекеши — главный герой, грузинское имя которого Арчил Макашвили.
- Вамех — друг Арчила.
- Ольга — первая любовь Арчила.

## Критика
В 1926 году «Змеиная рубашка» была встречена с равнодушием в грузинском обществе.
В 1927 году автор, Григол Робакидзе, самостоятельно перевел свое произведение на немецкий язык под названием — „Das Schlangenhemd“ («Змеиная рубашка»). Предисловие к немецкому изданию было написано известным автрийским писателем  Стефаном Цвейгом. Публикация романа в Германии вызвала значительный интерес среди читателей и критиков. Немецкая пресса высоко оценила произведение, назвав его «великой победой грузинского поэта».
Спустя почти столетие, в 2014 году, роман  был переведен на русский язык под названием «Змеиная рубашка» и издан под эгидой издательства «Русский клуб».